# خوليا إيرويتاجويينا
جوليا إيروريتاغوينيا سيليس (إيرون، 1886 - مكسيكو سيتي، 3 أكتوبر 1954) كانت ناشطة إسبانية زوجة وأرملة توماس ميابي وانخرطت في نشاطه الاشتراكي وعرفت المنفى
| خوليا إيرويتاجويينا        | خوليا إيرويتاجويينا                           | خوليا إيرويتاجويينا                           |
| -------------------------- | --------------------------------------------- | --------------------------------------------- |
|                            |                                               |                                               |
| معلومات شخصية              |                                               |                                               |
| الميلاد                    | 1886 إيرون (إسبانيا)                          | 1886 إيرون (إسبانيا)                          |
| الوفاة                     | 3 أكتوبر 1954 مدينة مكسيكو (المكسيك)          | 3 أكتوبر 1954 مدينة مكسيكو (المكسيك)          |
| الجنسية                    | الإسبانية                                     | الإسبانية                                     |
| العائلة                    |                                               |                                               |
| الأب                       | غير مذكور بالاسم                              | غير مذكور بالاسم                              |
| الزوج                      | توماس ميابي                                   | توماس ميابي                                   |
| معلومات مهنية              |                                               |                                               |
| المهنة                     | ناشطة                                         | ناشطة                                         |
| جهة العمل                  | - إقامة السيدات - عملت في منظمة العمل الدولية | - إقامة السيدات - عملت في منظمة العمل الدولية |
| الانتماء                   | الجمهورية الإسبانية الثانية                   | الجمهورية الإسبانية الثانية                   |
| عضو في                     | نادي ليسيوم النسائي                           | نادي ليسيوم النسائي                           |
| [editar datos en Wikidata] |                                               |                                               |

## السيرة الذاتية
وُلدت في إيرون، وهي ابنة عمدة جمهوري يدعى ليون إيروريتاغوينيا كامينو وتزوجت من توماس ميابي، كاتب ومؤسس الشبيبة الاشتراكية بعد إقامتها في فرنسا وإنجلترا وإنجابها لابنها ليون ميابي سنة 1912، عادت إلى إيرون ثم انتقلت إلى مدريد في 15 نوفمبر 1915 توفي زوجها بسبب السل بعد ترملها عملت في "إقامة السيدات" حيث تعرفت على ماريا دي مايستو، إلينا سوريانو، وفيكتوريا كينت كانت عضوة في نادي ليسيوم النسائي، وكانت تجلس بانتظام في صالون الشاي مع فيكتورينا دوران، ماتيلدي كالفو روديرو، ترودي كرا زوجة لويس أراكيستين، وإيزابيل إسبادا عملت في بعثة منظمة العمل الدولية خلال الحرب الأهلية الإسبانية في 30 سبتمبر 1936 توفي ابنها نتيجة انفجار مختبر تصنيع مواد حربية كان يعمل به
في يوليو 1939 وصلت إلى المكسيك على متن باخرة شامبلين وشاركت في مساعدة المنفيين من خلال عملها في اللجنة النسائية التابعة لمجلس مساعدة الجمهوريين الإسبان JARE وعملت أيضًا في تدريس اللغات وفي دار النشر إسباسا-كالبي واهتمت برعاية الأطفال الوافدين إلى مدينة موريلـيا وفي 24 أكتوبر 1941 عُينت في الأمانة الخاصة لرئيس الوفد المكسيكي لمجلس مساعدة الجمهوريين الإسبان لم تعد إلى إسبانيا وتوفيت في مكسيكو سيتي في 3 أكتوبر 1954